# 클라렌던 헌장
헨리 1세가 행사한 권한을 재천명하는 헌장. 이는 즉 주교들은 축성 받기 전에 왕에게 선서를 먼저 받아야 함을 의미했다. 주교 임명에 왕의 거부권이 다시 부활한 것.